# Tom Perriello
Thomas Stuart Price Perriello dit Tom Perriello, né le 9 octobre 1974 à Charlottesville, est un homme politique américain, membre démocrate de la Chambre des représentants des États-Unis de 2009 à 2011.
En février 2014, il est désigné représentant spécial du Quadrennial Diplomacy and Development Review (en), un poste qu'il occupe jusqu'en juillet 2015. De juillet 2015 à décembre 2016, il est envoyé spécial des États-Unis pour la région des Grands Lacs d'Afrique et la République démocratique du Congo. Le 26 février 2024, il est nommé envoyé spécial américain pour le Soudan par l'administration du président Biden.

## Biographie

### Études et débuts professionnels
Tom Perriello est originaire de Charlottesville, dans le centre de la Virginie. Il est diplômé d'un doctorat de droit de Yale en 2001.
L'année suivante, il devient conseiller du procureur du Tribunal spécial pour la Sierra Leone. Membre de l'International Center for Transitional Justice, il travaille par la suite au Kosovo, au Darfour et en Afghanistan. Il est l'un des fondateurs du site Avaaz.org.

### Représentant des États-Unis
En 2008, il se lance en politique en se présentant à la Chambre des représentants des États-Unis dans le 5e district de Virginie. Il bat le républicain sortant Virgil Goode, élu depuis six mandats, de 727 voix. Le district vote pourtant le même jour pour John McCain. Bien qu'il soit élu d'un district de centre droit, il adopte des positions progressistes au Congrès en votant pour l'Obamacare ou le plan de relance,.
Il est candidat à un second mandat en 2010, dans une élection qui s'annonce difficile face au sénateur républicain Robert Hurt. Devenu proche de Barack Obama, Perriello fait campagne pour lui à Charlottesville. Les sondages le donne perdant face à Hurt,. Rassemblant 47 % des voix contre 50,9 % pour Hurt, il est emporté par la vague républicaine qui touche alors le Congrès.

### Après le Congrès
En février 2014, alors président du fonds d'action du Center for American Progress, il est nommé représentant spécial du Quadrennial Diplomacy and Development Review (en) par John Kerry. Le 6 juillet 2015, il est nommé envoyé spécial des États-Unis pour l'Afrique des Grands Lacs, en remplacement de Russ Feingold.
En janvier 2017, il fait son retour en politique et se présente à l'élection du gouverneur de Virginie, pour succéder au démocrate Terry McAuliffe qui soutient son lieutenant-gouverneur Ralph Northam. Soutenu par l'aile gauche du Parti démocrate et Bernie Sanders, Perriello est battu par Northam (44 % des voix contre 56 %). Il s'engage alors pour le comité d'action politique Win Virginia et fait campagne pour reconquérir la Chambre des délégués de Virginie dominée par les républicains (66 sièges contre 34). Au soir des élections, la Chambre des délégués semble contre toute attente à portée des démocrates. Les républicains conservent finalement leur majorité de justesse (51 contre 49), après que le dernier siège leur soit attribué par tirage au sort, provoqué par l'égalité des voix entre les candidats républicain et démocrate.